# Svatava
Svatava (en allemand : Zwodau) est un bourg (městys) du district de Sokolov, dans la région de Karlovy Vary, en Tchéquie. Sa population s'élevait à 1 689 habitants en 2020.

## Géographie
Svatava se trouve dans les monts Métallifères, à 4 km au nord-ouest du centre de Sokolov, à 19 km à l'ouest-sud-ouest de Karlovy Vary et à 130 km à l'ouest de Prague.
La commune est limitée par Josefov et Lomnice au nord, par Královské Poříčí à l'est, par Sokolov à l'est et au sud-est, par Citice au sud et par Habartov à l'ouest.

## Histoire
La première mention écrite de la localité date de 1391.
Après les accords de Munich, Zwodau est intégré au Reich allemand et fait partie du district de Falkenau jusqu'en 1945. En 1943, un camp de concentration de femmes est créé comme camp annexe de Ravensbrück. Hélène Mabille y est détenue et soumise au travail forcé, de même que Denise Bastide.
À partir de septembre 1944, le camp dépend de Flossenbürg.